# L'Homme à la guitare (Braque, Paris)
Pour les articles homonymes, voir L'Homme à la guitare.
L'Homme à la guitare est un tableau peint par Georges Braque en 1914. Cette toile à l'huile et à la sciure de bois est le portrait cubiste d'un guitariste. Elle est conservée au musée national d'Art moderne, à Paris.

## Expositions
- Le Cubisme, Centre national d'art et de culture Georges-Pompidou, Paris, 2018-2019.